# Spilogona ciliatocosta
Spilogona ciliatocosta este o specie de muște din genul Spilogona, familia Muscidae, descrisă de Johann Andreas Schnabl în anul 1915. Conform Catalogue of Life specia Spilogona ciliatocosta nu are subspecii cunoscute.